# Lee Stempniak

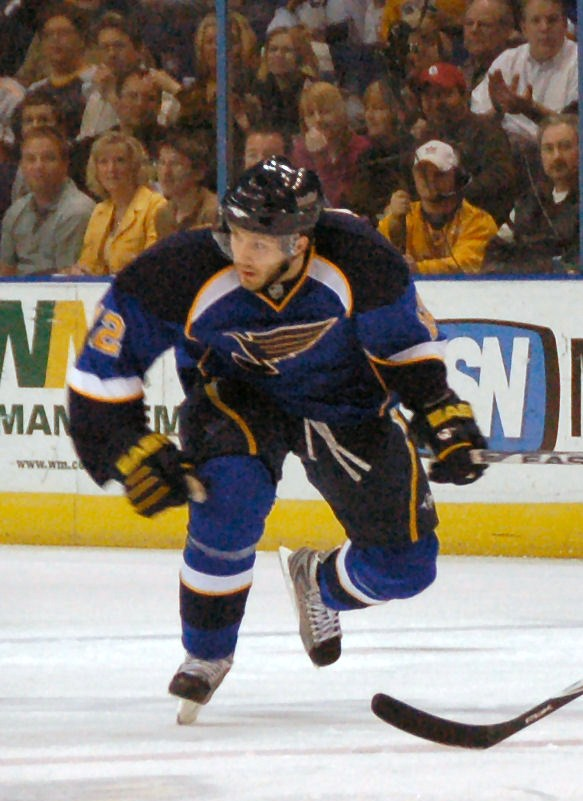
Lee Stempniak i St. Louis Blues.

Lee Edward Stempniak, född 4 februari 1983 i West Seneca‚ New York, är en amerikansk professionell ishockeyspelare som tillhör NHL-laget Boston Bruins och spelar för deras farmarlag Providence Bruins i AHL.
Han har tidigare spelat på NHL-nivå för Carolina Hurricanes, Boston Bruins, New Jersey Devils, Winnipeg Jets, New York Rangers, Pittsburgh Penguins, Calgary Flames,  Phoenix Coyotes, Toronto Maple Leafs och St. Louis Blues och på lägre nivåer för Charlotte Checkers och Peoria Rivermen i AHL samt Dartmouth Big Green i NCAA.

## Spelarkarriär

### NHL

#### St. Louis Blues
Stempniak draftades i femte rundan i 2003 års draft av St. Louis Blues som 148:e spelare totalt.
Säsongen 2006–07 gjorde han 27 mål och 35 assist för totalt 52 poäng.
Efterföljande säsong, 2007–08, gick inte lika bra med 38 poäng på 80 matcher och Blues hamnade fjärde sist i tabellen.

#### Toronto Maple Leafs
Han tradades till Toronto Maple Leafs den 24 november 2008 i utbyte mot Alexander Steen och Carlo Colaiacovo.
Det blev 123 matcher med Maple Leafs och 61 poäng för Stempniak under delar av två säsonger.

#### Arizona Coyotes
Den 4 mars 2010 tradades han till Arizona Coyotes i utbyte mot Matt Jones, ett draftval i fjärde rundan 2010 (som Maple Leafs tradade vidare till Washington Capitals som valde Philipp Grubauer) och ett draftval i sjunde rundan 2010 (som Maple Leafs tradade till Edmonton Oilers som valde Kellen Jones).
Stempniak spelade 100 matcher och gjorde 56 poäng under delar av två säsonger med Coyotes.

#### Calgary Flames
Han tradades till Calgary Flames den 29 augusti 2011 i utbyte mot Daymond Langkow.
Med Flames gjorde Stempniak 83 poäng på 160 matcher mellan 2011 och 2014.

#### Pittsburgh Penguins
Den 5 mars 2014 skickades han till Pittsburgh Penguins i utbyte mot ett draftval i tredje rundan 2014 (som Flames skickade vidare till Chicago Blackhawks som valde Matt Iacopelli).
Det blev bara 21 grundspelsmatcher och 11 poäng för Stempniak samt 3 poäng på 13 slutspelsmatcher innan Penguins slogs ut i andra rundan av New York Rangers som gick vidare till final mot Los Angeles Kings som vann Stanley Cup 2014.

#### New York Rangers
Han blev free agent den 1 juli 2014 och skrev på ett ettårskontrakt värt 900 000 dollar med New York Rangers den 23 juli 2014.
Med Rangers blev det 18 poäng på 53 matcher under säsongen fram till mars 2015.

#### Winnipeg Jets
Den 1 mars 2015 skickade Rangers iväg Stempniak till Winnipeg Jets i utbyte mot Carl Klingberg.
Stempniak spelade säsongen ut med Jets och gjorde 10 poäng på 18 grundspelsmatcher samt 1 poäng på 4 slutspelsmatcher.

#### New Jersey Devils
Han skrev som free agent på ett ettårskontrakt värt 850 000 dollar med New Jersey Devils den 4 oktober 2015.
Det blev en lyckad säsong för Stempniak som gjorde 41 poäng på 63 matcher med Devils innan han skickades vidare i februari 2016.

#### Boston Bruins (I)
Den 29 februari 2016 tradades han till Boston Bruins i utbyte mot ett draftval i fjärde rundan 2016 (Evan Cormier) och ett draftval i andra rundan 2017 (som Devils skickade vidare till San Jose Sharks som valde Mario Ferraro).
I Bruins blev det 10 poäng på 19 matcher för Stempniak innan han blev free agent igen sommaren 2016.

#### Carolina Hurricanes
Den 1 juli 2016 skrev han på ett tvåårskontrakt med Carolina Hurricanes värt 5 miljoner dollar.
Mellan 2016 och 2018 spelade han 119 matcher för Hurricanes och gjorde 49 poäng.

#### Boston Bruins (II)
Den 10 september 2018 skrev han på ett PTO-kontrakt (Professional Try Out) med Boston Bruins, men det blev ingen fortsättning där efter försäsongen för Stempniaks del. Han fortsatte dock att träna med Bostons farmarlag Providence Bruins, och den 24 februari 2019 skrev han på ett kontrakt gällande säsongen ut med Boston Bruins för att i huvudsak spela med farmarlaget Providence Bruins.

## Statistik
| 2000–2001   | Buffalo Lightning   | OPJHL       | 48  | 34  | 51  | 85  | 36  | —  | — | — | — | — |
| 2001–2002   | Dartmouth Big Green | NCAA        | 32  | 12  | 9   | 21  | 8   | —  | — | — | — | — |
| 2002–2003   | Dartmouth Big Green | NCAA        | 34  | 21  | 28  | 49  | 32  | —  | — | — | — | — |
| 2003–2004   | Dartmouth Big Green | NCAA        | 34  | 16  | 22  | 38  | 42  | —  | — | — | — | — |
| 2004–2005   | Dartmouth Big Green | NCAA        | 35  | 14  | 29  | 43  | 34  | —  | — | — | — | — |
| 2005–2006   | St. Louis Blues     | NHL         | 57  | 14  | 13  | 27  | 22  | —  | — | — | — | — |
|             | Peoria Rivermen     | AHL         | 26  | 8   | 7   | 15  | 32  | 3  | 0 | 3 | 3 | 2 |
| 2006–2007   | St. Louis Blues     | NHL         | 82  | 27  | 25  | 52  | 33  | —  | — | — | — | — |
| 2007–2008   | St. Louis Blues     | NHL         | 80  | 13  | 25  | 38  | 40  | —  | — | — | — | — |
| 2008–2009   | St. Louis Blues     | NHL         | 14  | 3   | 10  | 13  | 2   | —  | — | — | — | — |
|             | Toronto Maple Leafs | NHL         | 61  | 11  | 20  | 31  | 31  | —  | — | — | — | — |
| 2009–2010   | Toronto Maple Leafs | NHL         | 62  | 14  | 16  | 30  | 18  | —  | — | — | — | — |
|             | Phoenix Coyotes     | NHL         | 18  | 14  | 4   | 18  | 8   | 7  | 0 | 2 | 2 | 0 |
| 2010–2011   | Phoenix Coyotes     | NHL         | 82  | 19  | 19  | 38  | 19  | 4  | 0 | 0 | 0 | 0 |
| 2011–2012   | Calgary Flames      | NHL         | 61  | 14  | 14  | 28  | 16  | —  | — | — | — | — |
| 2012–2013   | Calgary Flames      | NHL         | 47  | 9   | 23  | 32  | 12  | —  | — | — | — | — |
| 2013–2014   | Calgary Flames      | NHL         | 52  | 8   | 15  | 23  | 28  | —  | — | — | — | — |
|             | Pittsburgh Penguins | NHL         | 21  | 4   | 7   | 11  | 4   | 13 | 2 | 1 | 3 | 6 |
| 2014–2015   | New York Rangers    | NHL         | 52  | 9   | 9   | 18  | 16  | —  | — | — | — | — |
|             | Winnipeg Jets       | NHL         | 18  | 6   | 4   | 10  | 2   | 4  | 1 | 0 | 1 | 0 |
| 2015–2016   | New Jersey Devils   | NHL         | 63  | 16  | 25  | 41  | 34  | —  | — | — | — | — |
|             | Boston Bruins       | NHL         | 19  | 3   | 7   | 10  | 4   | —  | — | — | — | — |
| 2016–2017   | Carolina Hurricanes | NHL         | 82  | 16  | 24  | 40  | 32  | —  | — | — | — | — |
| 2017–2018   | Carolina Hurricanes | NHL         | 37  | 3   | 6   | 9   | 4   | —  | — | — | — | — |
|             | Charlotte Checkers  | AHL         | 1   | 0   | 0   | 0   | 0   | —  | — | — | — | — |
| 2018–2019   | Providence Bruins   | AHL         | 7   | 2   | 3   | 5   | 6   | —  | — | — | — | — |
| NHL totalt  | NHL totalt          | NHL totalt  | 909 | 203 | 266 | 469 | 327 | 28 | 3 | 3 | 6 | 6 |
| AHL totalt  | AHL totalt          | AHL totalt  | 34  | 10  | 10  | 20  | 38  | 3  | 0 | 3 | 3 | 2 |
| NCAA totalt | NCAA totalt         | NCAA totalt | 135 | 63  | 88  | 151 | 116 | —  | — | — | — | — |